# مجید نصیرایی
مجید نصیرایی روحانی و سیاستمدار اصولگرای ایرانی است. وی موفق شد در یازدهمین انتخابات مجلس شورای اسلامی که در تاریخ ۲ اسفند ۱۳۹۸ برگزار شد، با کسب ۳۷ هزار و ۳۳۴ رای از ۸۴ هزار و ۷۰۴ رای صحیح، از حوزه انتخابیه فردوس، طبس، سرایان و بشرویه از استان خراسان جنوبی انتخاب گردد و به مجلس راه یابد.
نصیرایی به عنوان جوان ترین روحانی ادوار مجلس بود و در سالهای اول و دوم دوره یازدهم سخنگوی کمیسیون فرهنگی مجلس شورای اسلامی بود.
وی از امضا کنندگان طرح ممنوعیت مذاکره مسئولان و مقامات ایران با مقامات آمریکا بوده است. همچنین نامبرده جزو پایه‌گذاران طرح صیانت از فضای مجازی در مجلس می‌باشد.
نصیرایی در انتخابات مجلس دوازدهم با کسب 20 هزار و 945 رای در رتبه دوم قرار گرفته و از راه یابی به مجلس دوازدهم بازماند.
وی در ۲۹ مرداد ۱۳۹۹ به عنوان نماینده خراسان جنوبی در شورای مرکزی فراکسیون مردمی انقلاب اسلامی انتخاب شد.
مجید نصیرایی پیش از نمایندگی مجلس شورای اسلامی مدیر حوزه های علمیه خراسان جنوبی ، مسوول نمایندگی آستان قدس رضوی در خراسان جنوبی در زمان تولیت سید ابراهیم رئیسی بود
نصیرایی در 6 خرداد 1403 با حکم مدیر حوزه خراسان به عنوان مشاور مدیر و مسوول ارتباطات حوزه علمیه خراسان با قوای سه گانه منصوب شد.
وی در 4 خرداد 1403 با حکم شهردار مشهد به عنوان مشاور عالی شهردار مشهد در امور مرتبط با دولت، مجلس شورای اسلامی ، قوه قضائیه و بین الملل منصوب شد

## عزاداریماه محرمدر دوران کرونا
مجید نصیرایی با تأکید بر اینکه «ما هر چه داریم و نداریم از همین روضه‌ها و ماه محرم و عاشورا است، این مباحث موضوعی نیست که شخصی بخواهد با آن ساده برخورد کند و به راحتی بگویند نماز جمعه تعطیل شد حالا هیئت عزاداری و محرم را هم تعطیل می‌کنیم.»، اشاره کرد «نمی‌توان به مسائل بهداشتی برای مقابله با ویروس کرونا بی‌توجه بود.» این در حالی است که مسئولان وزارت بهداشت بر اوج گرفتن دوباره شیوع کرونا تأکید کردند.

## فیلترینگ اینستاگرام
نصیرایی دربارهٔ این که عده‌ای از پلتفرم‌هایی مثل اینستاگرام امرار معاش می‌کنند، می‌گوید: «با این حال نمی‌توان چشم به ناهنجاری‌ها و فسادهایی هم که در این فضا شاهدیم ببندیم؛ بنابراین ایجاد چارچوب و قانونمند کردن آن، امری عقلایی است.»